# Frederick Steele (calciatore)
Freddie Charles Steele (Stoke-on-Trent, 6 maggio 1916 – Newcastle-under-Lyme, 23 aprile 1976) è stato un calciatore e allenatore di calcio inglese.

## Palmarès

### Allenatore

#### Competizioni nazionali
- Third Division North: 1

Port Vale: 1953-1954